# Dyschoriste principis
Dyschoriste principis là một loài thực vật có hoa trong họ Ô rô. Loài này được Benoist mô tả khoa học đầu tiên năm 1927.